# 김건희 (쇼트트랙 선수)
김건희(金建希, 2000년 8월 9일~)는 대한민국의 쇼트트랙 선수이다. 세계 쇼트트랙 선수권 대회에서 계주 금메달 1개와 계주 은메달 1개를 획득했다.

## 학력
- 중현초등학교
- 명진중학교
- 만덕고등학교
- 단국대학교

## 같이 보기
- 김아랑
- 심석희
- 최민정
- 김예진
- 김지유
- 이유빈